# Judeocristianos
Los judeocristianos, también llamados cristianos hebreos o cristianos judíos, es un término historiográfico que se aplica tanto a la comunidad judía de seguidores de Jesús de Nazaret que dio luz al cristianismo como a los cristianos posteriores que siguieron observando los ritos y creencias judías.
Con la propagación del cristianismo a los judíos de la diáspora y a los gentiles, los cristianos judíos se convirtieron en una hebra de la más amplia comunidad cristiana primitiva. Se caracterizaban por su adhesión a tradiciones ancestrales como la observancia del sábado, la observancia del calendario judío, la observancia de las leyes y costumbres judías, la circuncisión y la asistencia a la sinagoga.
El término «judeocristiano» fue acuñado en el siglo XIX por el exegeta alemán Ferdinand Christian Baur. Los historiadores lo usan generalmente para contrastar a los cristianos de origen judío con los cristianos gentiles, tanto en la época del Nuevo Testamento como en los siglos posteriores. El término es ambiguo porque la palabra judío puede designar un origen geográfico (Judea), una o varias comunidades étnicas o la observancia de las prácticas religiosas del judaísmo total o parcialmente.
Alister McGrath, exprofesor de teología histórica de la Universidad de Oxford, afirma que muchos de los «cristianos judíos» del siglo I eran judíos practicantes que solo se diferenciaban de los otros judíos de su tiempo en su aceptación de Jesús como el Mesías. Al mismo tiempo, sin embargo, el apóstol Pablo predicaba contra la imposición a los gentiles de las prácticas judías, y en particular de la circuncisión (1 Corintios 7:18-24, Filipenses 3:2-9).
A medida que el cristianismo crecía en todo el mundo gentil, y que el Imperio Romano se volvía cada vez más hostil al judaísmo, la mayoría de la Iglesia cristiana se distanció de sus raíces judías y de Jerusalén.   El caso más radical fue el de Marción (c. 150), que propuso desechar la Biblia judía y todo lo derivado de ella. El cristianismo judío, por otra parte, entró en conflicto con el resto del judaísmo durante las guerras judeo-romanas (66-135). Primero, tras la destrucción del Templo de Jerusalén, los fariseos fundaron el judaísmo rabínco, que se convirtió en una nueva ortodoxia incompatible con el judeocristianismo. Después, durante la revuelta de Bar Kojba. los judeocristianos fueron perseguidos sangrientamente por los judíos rabínicos por negarse a unirse a la sublevación.
Bar Kojba fue derrotado por los romanos, que decretaron la expulsión de Jerusalén de toda la población judía, incluidos los judeocristianos. Algunos de ellos buscaron refugio fuera de las fronteras del Imperio, entre otros lugares en Arabia,donde contribuirían siglos más tarde al nacimiento del Islam.

## El origen judío del cristianismo

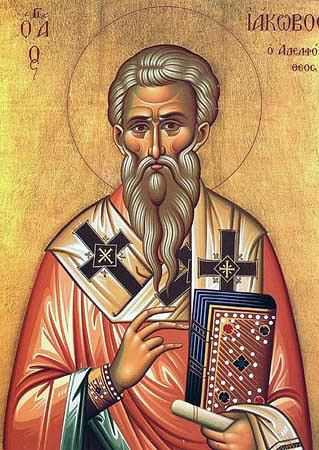
Jacobo el Justo, primer
obispo de Jerusalén.

Según el libro de los Hechos de los apóstoles, después de la crucifixión, resurrección y ascensión de Jesús, los discípulos junto «con las mujeres, y con María la madre de Jesús, y con sus hermanos» se congregaron en Jerusalén (Hechos 1:10-14) y predicaban solo a otros judíos (Hechos 1-9). Según el evangelio de Mateo, el propio Jesús habría dicho a sus seguidores que observasen las enseñanzas de los escribas y fariseos (Mateo 23:1-4), y que había venido a cumplir la ley y los profetas, no a abolirlos (Mateo 5:17-20). Jacobo el Justo, hermano de Jesús, se convirtió en el líder de la comunidad de creyentes de Jerusalén. Jacobo inclusive llegó a ser llamado «obispo de obispos, que gobierna Jerusalén, la Santa Asamblea de los Hebreos y todas las asambleas en todas partes».Según McGrath, estos primeros creyentes "consideraban su movimiento como una afirmación de todos los aspectos del judaísmo contemporáneo, con la adición de una creencia adicional: que Jesús era el Mesías".
Los miembros de esta comunidad no se llamaban a sí mismos "cristianos". Según Tertuliano, que escribió en los siglos II y III, se los llamaba "nazarenos", palabra de etimología incierta que aparece en numerosos libros del Nuevo Testamento.
No obstante, las creencias de los nazarenos atrajeron no solo a otros judíos sino también a algunos gentiles. Más adelante, Pablo de Tarso predicaría que la Ley judía no se aplicaba a los cristianos gentiles (Gálatas 2:14), aunque la posición exacta de Pablo de Tarso y el judaísmo todavía es objeto de debate ya que el autor de Hechos afirma que Pablo observaba los ritos judíos de purificación en el Templo de Jerusalén (Hch 21:17-29 y 24:17-18) y las festividades religiosas judías (Hechos 18:21, 20:6,16; esto último también en 1 Corintios 16:8). Pablo escribió en Romanos 2:13 que los autores de la ley de Moisés o Torá se justificaban ante los ojos de Dios. 
Según el capítulo 10 de Hechos, el centurión romano Cornelio habría sido el primer gentil convertido a la fe en Jesús; La principal división antes de ese tiempo fue entre judíos helenísticos o de habla griega (Hechos 6) y judíos no helenísticos de habla aramea/hebrea (Hechos 1:19). La conversión y aceptación del gentil Cornelio se pueden describir en términos de la enseñanza judía, que muestra a los extranjeros pasando a formar parte de la comunidad. Hechos no utiliza el término «cristianos judíos» para señalar a aquellas comunidades dirigidas por Jacobo el Justo, Simón Pedro y Juan el Apóstol, los «pilares de la Iglesia» (Gálatas 2:9); más bien fueron llamados seguidores de «El Camino» (Hechos 9:2, 18:25-26, 19:9-23, 24:14-22). 
Según Bart D. Ehrman, en el siglo I existieron varios cristianismos primitivos, desde los cuales se desarrollaron varias tradiciones y denominaciones cristianas, incluida la protoortodoxia. Según el teólogo James D. G. Dunn, se pueden discernir cuatro tipos de cristianismo primitivo: el judeocristianismo, el cristianismo helenístico, el cristianismo apocalíptico y el catolicismo temprano.
Con el paso del tiempo, las comunidades de judíos cristianos de Palestina recibieron diferentes nombres, por ejemplo "ebionitas" y "elcesaites". De los ebionitas afirmó Ireneo hacia 180 d. C. que "solo utilizan el evangelio de Mateo, rechazan al apóstol Pablo", al que consideraban apóstata, y "practican la circuncisión y perseveran en las costumbres legales y las prácticas judías".
Los términos «circuncidados» y «no circuncidados», que están escritos con frecuencia en el Nuevo Testamento, generalmente se interpretan en el sentido de judíos y griegos, que era predominante; sin embargo, es una simplificación excesiva de la situación de la Provincia de Judea del siglo I, pues también había algunos judíos que no estaban circuncidados (generalmente judíos helenizados viviendo en la diáspora), y algunos griegos (llamados prosélitos o judaizantes) y otros como egipcios, etíopes y los árabes que lo estaban.

## El Concilio de Jerusalén y otras cuestiones

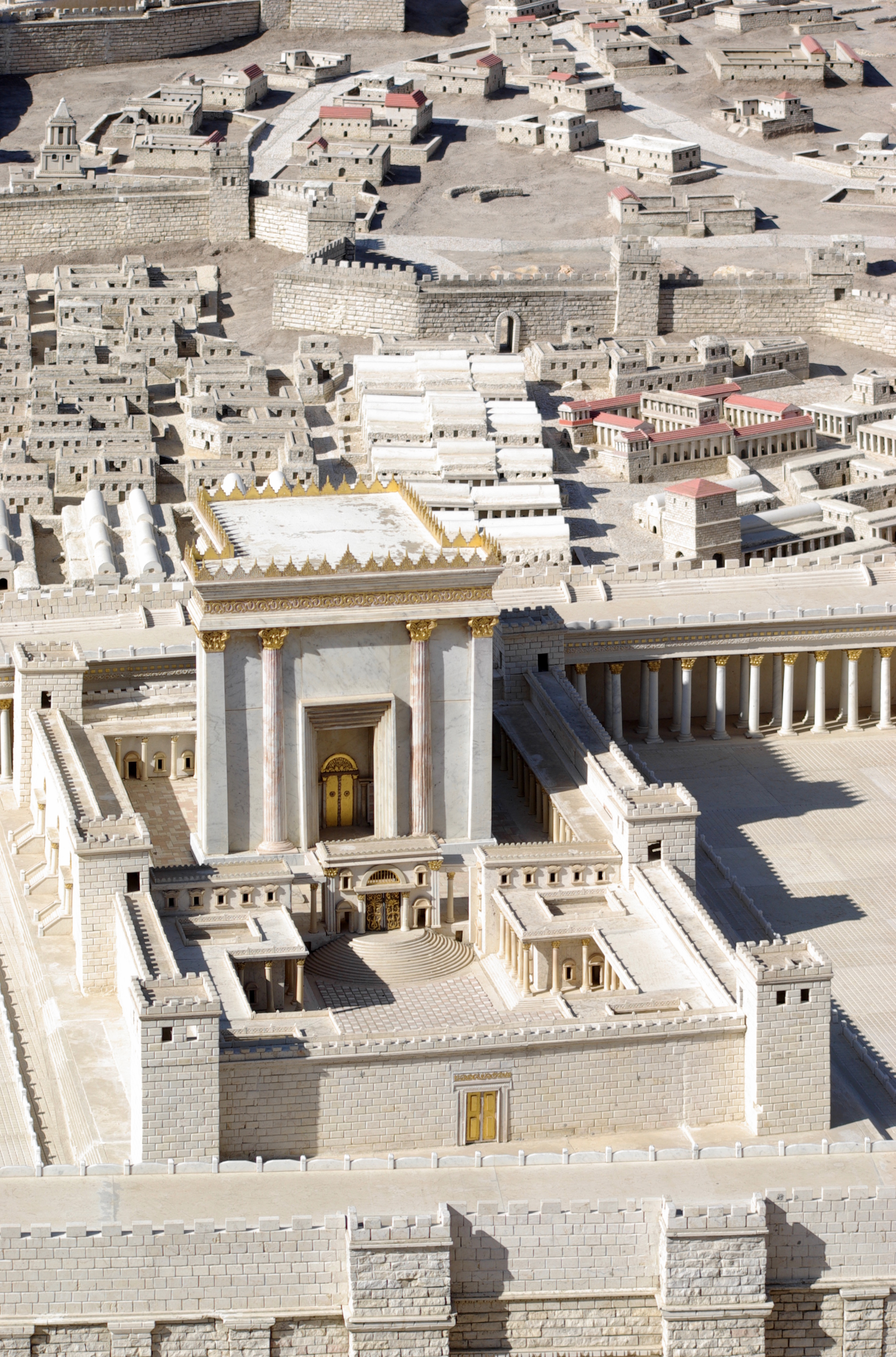
Maqueta del Segundo templo de Jerusalén, importantísimo tanto para los judíos como para los judeocristianos.

Se ha argumentado que esta secta cristiana judía (3000 +) estaba en peligro de desaparecer, ya que estaban siendo perseguidos. Los Hechos de los Apóstoles ilustran casos de persecución de los primeros cristianos por el Sanedrín, el tribunal religioso judío en la época (Hechos 4:1-22, 5:17-42, 6:8-7:60, 22:30-23:22); sin embargo, la fiabilidad histórica de los Hechos es disputada. Pedro y Juan fueron encarcelados por los «líderes judíos» («los sacerdotes con el jefe de la guardia del templo y los saduceos») que estaban «resentidos de que enseñasen al pueblo, y anunciasen en Jesús la resurrección de entre los muertos». Los saduceos, en particular, rechazaron la doctrina farisea de la resurrección de los muertos (Hechos 4:1-21). Esteban fue juzgado por el Sanedrín (Corte Suprema judía) por blasfemia contra Moisés y Dios (Hechos 6:11-14) y fue apedreado hasta la muerte, bajo la mirada de Pablo de Tarso, antes de su conversión.
Un nuevo golpe a esta secta judía fue la muerte de su segundo jefe (su primer líder, el propio Jesús, había sido crucificado c. 30). Según Josefo, «el hermano de Jesús, quien fue llamado Cristo, cuyo nombre era Jacobo» encontró la muerte después de que falleciera el procurador Porcio Festo, antes de que Luceyo Albino entrara en funciones; de este modo, su muerte debió acaecer en el año 62. El sumo sacerdote Hanan ben Hanan (Anani Ananus en latín) se aprovechó de esta falta de supervisión imperial para reunir al Sanedrín (aunque la traducción correcta del griego  synhedrion kriton es «un consejo de jueces») que condenó a Jacobo «por el cargo de violar la ley», y luego lo habría ejecutado por lapidación. Josefo informa que el acto de Hanan fue ampliamente visto como poco más que un asesinato judicial y ofendió a una serie de «los que eran considerados los más ecuánimes en la Ciudad, y estrictos en la observancia de la Ley», que fueron tan lejos como para organizar una reunión con Albino al entrar en la provincia con el fin de solicitar su decisión sobre el asunto.
Tres eventos afectarían grandemente el destino de los primeros cristianos judíos. El primero fue la conversión de Pablo en los años 30 (y la posible conversión de su maestro Gamaliel), el segundo fue el Concilio de Jerusalén (c. 50) y el tercero fue la destrucción del Segundo Templo en el año 70, que según Josefo fue uno de los eventos más significativos de la primera guerra judeo-romana. No obstante, de acuerdo con la Historia de la Iglesia de Eusebio, la línea de obispos judeocristianos de Jerusalén continuó hasta la revuelta de Bar Kojba (132-136), cuando Adriano cambió el nombre de la ciudad a Aelia Capitolina y prohibió la entrada a todos los judíos, excepto el día de Tisha b'Av. Después de eso, los obispos de Jerusalén eran griegos no circuncidados. El Cenáculo, tal como existe hoy, es una reconstrucción gótica, pero puede ser la ubicación de la iglesia judeocristiana original.
Heinrich Graetz postula que en el Concilio de Jamnia en el 90 se excluyó a los cristianos de las sinagogas, pero esto está en disputa. Los judíos cristianos continuaron adorando en las sinagogas durante siglos. Según Hechos 15, el Concilio de Jerusalén (c. 50), el cual habitualmente se cree que fue dirigido por Jacobo el Justo, determinó que la circuncisión masculina religiosa (asociada, pero también debatida, junto con la conversión al judaísmo) no se debía exigir de los seguidores gentiles de Jesús, solamente abstenciones básicas: evitar «las contaminaciones de los ídolos, de fornicación, de ahogado y de sangre» (Hechos 15:20, véase Génesis 11:1-8 [idolatría], 9:20 [depravación sexual], 9:5 [crueldad con los animales], 9:3-4 [abstención de sangre]). La base de estas prohibiciones no se detalla en Hechos 15:21, que dice solamente: «Porque Moisés desde tiempos antiguos tiene en cada ciudad quien lo predique en las sinagogas, donde es leído cada día de reposo», subrayando que son los mandamientos mosaicos a los que los gentiles deben prestar atención. Muchos, empezando por Agustín de Hipona, consideran que el consenso hizo hincapié en las cuatro estipulaciones sobre la base de las leyes noájidas, que se señalan en el Génesis, y aplicables a todas las personas (descendientes de Noé después del Diluvio). Por otro lado, algunos eruditos modernos rechazan la conexión con las leyes noájidas (Génesis 9) y en su lugar ven a Levítico 17-18 como base. Algunos cristianos modernos también están confusos si esto significa que este Decreto Apostólico de alguna manera todavía se aplica a ellos o que simplemente impuso los requisitos para facilitar la participación común por los gentiles en la comunidad de los seguidores de Jesús (que en ese momento incluía a los judeocristianos), con el fin de recordar a los seguidores judíos de Jesús que mantuvieran esas leyes aplicables a ellos (es decir, las leyes mosaicas en toda su plenitud). Según Karl Josef von Hefele, este Decreto Apostólico todavía es observado hoy por los ortodoxos orientales.
Los primeros cristianos judíos, incluyendo a aquellos que creían que los no judíos debían convertirse en judíos y adoptar las costumbres judías, fueron despectivamente llamados judaizantes, e incluso Pablo utiliza este término contra Pedro en Gálatas 2:14:
Pero cuando vi que no andaban rectamente conforme a la verdad del evangelio, dije a Pedro delante de todos: Si tú, siendo judío, vives como los gentiles y no como judío, ¿por qué obligas a los gentiles a judaizar?
Sin embargo, aun Bernabé, compañero de Pablo hasta ese momento, se puso del lado de Pedro (Gálatas 2:13, Hechos 15:39-20). El artículo de la Enciclopedia Católica «Judaizantes: El incidente de Antioquía» afirma: «El relato de San Pablo del incidente no deja ninguna duda de que San Pedro vio la justicia de la reprensión». Sin embargo, L. Michael White en su De Jesús al cristianismo [From Jesus to Christianity] afirma: «La discusión con Pedro fue un fracaso total de bravata política y Pablo pronto dejó Antioquía como persona non grata, nunca más regresó». El estudioso James D.G. Dunn, quien acuñó la frase «Nueva perspectiva de Pablo», ha propuesto que Pedro fue el «hombre-puente» (es decir, el pontifex maximus) entre las otras dos «figuras líderes prominentes» del cristianismo primitivo: Pablo y Jacobo el Justo.
Marción, en el siglo II, llamado el hereje «más peligroso», rechazaba los Doce Apóstoles, e interpretaba a un Jesús que rechazó la ley de Moisés mediante las 10 epístolas paulinas y el Evangelio de Lucas. Véase, por ejemplo, su versión de Lucas 23:2: «Encontramos que este hombre [Jesús] pervierte la nación y destruye la ley y los profetas». Ireneo, a su vez, rechazó a Marción y elogió a los Doce Apóstoles en su Contra las Herejías 3.12.12:
[Sobre Marción] (...) ser llevado a la doctrina de Simón el Mago, quienes han apostatado en sus opiniones de lo que es Dios, y se imaginaron que ellos mismos han descubierto más que los apóstoles, descubriendo otro dios; y [mantuvieron] que los apóstoles predicaron del Evangelio sigue siendo algo bajo la influencia de las opiniones judías, pero que ellos mismos son más puros [en la doctrina], y más inteligentes, que los apóstoles.

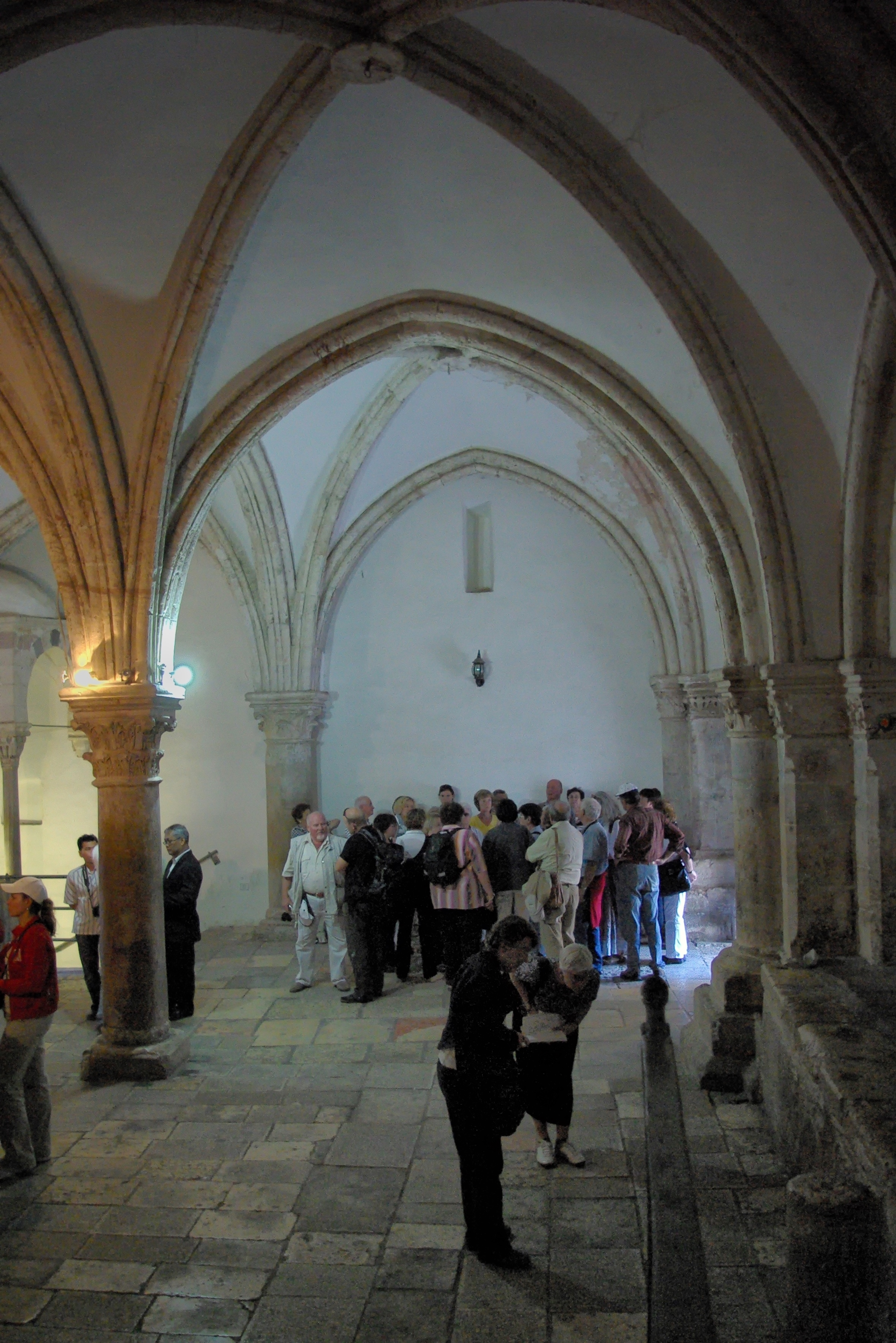
El Cenáculo en el Monte Sion, que reclama ser el lugar de la Última Cena y Pentecostés. Bargil Pixner afirma que la Iglesia original de los Apóstoles se encuentra bajo la estructura actual.

De acuerdo con la Historia de la Iglesia de Eusebio 4.5.3-4:, los primeros 15 obispos de Jerusalén fueron «de la circuncisión». Los romanos destruyeron el liderazgo judío en Jerusalén en el año 135 durante la revuelta de Bar Kojba. Sin embargo, eso no significa necesariamente el fin de la cristiandad judía, no más que la masacre de 258 (cuando se mató a todos los cristianos: obispos, presbíteros y diáconos, entre ellos el obispo de Roma Sixto II y el antipapa Novaciano y Cipriano de Cartago) de Valeriano, que prácticamente significaba el fin del cristianismo romano. Tradicionalmente se cree que los cristianos de Jerusalén esperaron el fin de las guerras judeo-romanas en Pella, en la Decápolis. Después de los conflictos (66-135), tras los cuales Epifanio creía que el Cenáculo había sobrevivido, la importancia de Jerusalén para los cristianos entró en un período de decadencia: Jerusalén había sido convertida temporalmente a la pagana Aelia Capitolina, pero el interés se reanudó de nuevo con la peregrinación de Helena (la madre de Constantino el Grande) a Tierra Santa (c. 326-28). Según el historiador de la iglesia Sócrates de Constantinopla, Helena afirmó haber encontrado la cruz de Cristo, después de la destrucción de un templo a Venus (atribuido a Adriano) que había sido construido sobre el sitio. Jerusalén recibió un reconocimiento especial en el Canon VII del Primer Concilio de Nicea en el año 325. Más tarde, bajo Justiniano I (527-565), fue designada como una de la Pentarquía, aunque la Pentarquía nunca ha sido reconocida por la Iglesia católica, que en cambio afirma la supremacía papal.

### Controversia de la circuncisión
Una interpretación común de la controversia de circuncisión del Nuevo Testamento es que era sobre la cuestión de si los gentiles podían entrar en la Iglesia directamente o deberían convertirse primero al judaísmo. Esta controversia se libró en gran medida entre los grupos opuestos de los cristianos que se encontraban a sí mismos étnicamente judíos. Según esta interpretación, los que sentían que la conversión al judaísmo era un requisito previo para miembros de la Iglesia, fueron finalmente condenados por Pablo como «maestros judaizantes». La fuente de esta interpretación es desconocida; sin embargo, parece estar relacionada con el supersesionismo o el hiperdispensacionalismo (véase también Nueva Perspectiva de Pablo). Además, los cristianos modernos, como los ortodoxos etíopes y coptos, todavía practican la circuncisión, pero no la consideran una parte de la conversión al judaísmo, ni se consideran a sí mismos como judíos o judeocristianos. El catolicismo condenó la circuncisión para sus miembros en 1442, en el Concilio de Florencia.

## Comunidades cuyos orígenes reflejan tanto el judaísmo y el cristianismo primitivo

### El papel del judaísmo helenístico
«Tanto el cristianismo primitivo y el temprano judaísmo rabínico eran mucho menos ‹ortodoxo› y menos teológicamente homogéneos de lo que son hoy en día; y ambos fueron influenciados significativamente por la religión helenística y tomaron prestado alegorías y conceptos de la filosofía helenística clásica y las obras de autores judíos del final del período del Segundo Templo (...) antes de que las dos escuelas de pensamiento finalmente confirmaran sus respectivas ‹normas› y doctrinas, especialmente por su divergencia cada vez más en cuestiones clave tales como el estado de las ‹leyes de pureza›, la validez de las creencias mesiánicas judeo-cristianas, y, lo más importante, el uso del griego koiné y el latín como lenguas sacerdotales reemplazando al hebreo bíblico», etc.
Ciertas comunidades cristianas de la India, Siria, Líbano e Israel tradicionalmente se han asociado con alguna herencia judeocristiana del siglo I. La Iglesia siríaca ortodoxa, la Iglesia ortodoxa griega de Antioquía, y la Iglesia greco-católica melquita son iglesias con conocida membresía judeocrstiana que data ya del siglo I. Las tres iglesias tenían orígenes comunes en términos de membresía, donde la mayoría de los adherentes era una mezcla de griegos y judíos y sirios helenizados de Antioquía y el resto de Siria, que adoptaron la nueva fe. La Iglesia ortodoxa siria sigue el rito antioqueno que celebra la liturgia en siríaco y todavía tiene ciertas costumbres concretas que se consideran hoy como puramente judías en su naturaleza.
Más allá de Antioquía, Alejandreta y el noroeste de Siria, los principales centros del judaísmo helenístico en el Levante antes de la destrucción del Segundo Templo, el primer versículo de Hechos 6 puntualiza las divisiones culturales entre judíos helenizados e israelitas  de habla aramea en la misma Jerusalén: «habla de ‹los griegos› contra ‹los hebreos›. La existencia de estos dos grupos distintos caracteriza a la comunidad cristiana antiquísima de Jerusalén. Los hebreos eran judeocristianos que hablaban arameo casi exclusivamente, y los griegos también eran judeocristianos cuya lengua materna era el griego. Estos últimos eran de habla griega de la diáspora, que volvieron a establecerse en Jerusalén. Para identificarlos, Lucas usa el término Hellenistai. Cuando él tenía en mente griegos, gentiles, los no-judíos que hablaban griego y vivían de acuerdo al modo griego, entonces se usa la palabra helenos (Hechos 21:28). Como el contexto de Hechos 6 deja claro, los Hellenistai no son helenos».
Algunos historiadores creen que una proporción considerable de las comunidades judías helenizadas del sur de Turquía (Antioquía, Alejandreta y ciudades vecinas) y Siria/Líbano finalmente se convirtieron en la rama greco-romana del cristianismo, que finalmente constituyó las Iglesias «melquitas» de la zona de Medio Oriente y el Norte de África:
Como el cristianismo judío se originó en Jerusalén, de la misma manera el cristianismo gentil comenzó en Antioquía, entonces el principal centro del Oriente helenístico, con Pedro y Pablo como sus apóstoles. Desde Antioquía, se extendió a las distintas ciudades y provincias de Siria, entre los sirios helenistas, así como entre los judíos helenísticos los cuales, como resultado de las grandes rebeliones contra los romanos en el año 70 d. C. y 130, fueron expulsados de Jerusalén y de Palestina hacia Siria.

### Comunidades bizantinas y «siríacas» sobrevivientes en Medio Oriente y el Norte de África
Algunos «antiguos» ritos sacerdotales «sinagogales» típicamente griegos han sobrevivido parcialmente hasta la actualidad, sobre todo en el servicio de la separada Iglesia ortodoxa griega de Antioquía y en las comunidades greco-católicas melquitas de la provincia de Hatay del sur de Turquía, Siria y Líbano. Sus tradiciones son fruto de la fusión de rasgos etnoculturales entre una base cultural greco-macedónica, el judaísmo helenístico y la civilización romana.
Los miembros de estas comunidades todavía se llaman a sí mismos Rûm que literalmente significa «romano de oriente», «bizantino» o «griego de Asia» en turco, persa y árabe. El término Rûm se utiliza en lugar de «Ionani» o «Yāvāni», que significa «griego europeo» o «jónico» en árabe clásico y hebreo antiguo.
Se estima que en la actualidad hay más de 1,8 millones de cristianos greco-melquitas que residen en Oriente Próximo, Estados Unidos, Canadá y América Latina; es decir cristianos griegos ortodoxos y católicos bajo la antigua autoridad jurisdiccional de los patriarcados de Antioquía y Jerusalén («ortodoxos» en el sentido estricto) y/o sus vástagos uniatas («católicos» o «unidos» con Roma).
Hoy en día, algunas familias se consideran descendientes de los primeros cristianos judíos de Antioquía, Damasco, Judea y Galilea. Algunas de estas familias llevan apellidos como Youhanna (Juan), Hanania (Ananías), Sahyoun (Sion), Eliyya/Eliah (Elías), Chamoun/Shamoun (Simeón/Simón), Semaan/Simaan (Simeón/Simón), Menassa (Manasés), Salamoun/Suleiman (Salomón), Youwakim (Joaquín), Zakariya (Zacarías) y otros.

## Movimientos contemporáneos
Los judeocristianos son judíos étnicos que se han convertido o se han planteado el cristianismo. En su mayoría son miembros de congregaciones católicas y protestantes, y por lo general son asimilados culturalmente en la corriente principal cristiana, aunque mantienen un fuerte sentido de su identidad judía. Algunos de estos judeocristianos también se refieren a sí mismos como «cristianos hebreos». Un ejemplo de esto son los cristianos Isaric (Bnei Maquir) de Indonesia. Otro ejemplo, los Nasrani (cristianos de Santo Tomás) de la India, se alejan más del judaísmo, pero históricamente tienen fuertes lazos judíos y todavía conservan algunas tradiciones judías.
El movimiento Hebreo Cristiano del siglo XIX fue una iniciativa de gran parte anglicana conducida, y en gran medida integrada, con figuras como Michael Solomon Alejandro, obispo de Jerusalén desde 1842 hasta 1845. Aunque figuras como Joseph Frey fueron más asertivas con la identidad judía y la independencia.
El judaísmo mesiánico es un movimiento religioso que incorpora elementos del judaísmo con los principios del cristianismo. Los seguidores, muchos de los cuales son étnicamente judíos, adoran en congregaciones incluyendo oraciones hebreas. Ellos bautizan a los creyentes mesiánicos que son de la edad de responsabilidad (en condiciones de aceptar a Jesús como el Mesías), a menudo observan las leyes alimenticias kosher y el sábado como el día de reposo. A pesar de que reconocen el Nuevo Testamento cristiano como la Sagrada Escritura, la mayoría no utiliza la etiqueta de «cristiano» para describirse.
Los dos grupos no son completamente distintos; algunos adherentes, por ejemplo, favorecen las congregaciones mesiánicas salvo que vivan libremente en ambos mundos, como el teólogo Arnold Fruchtenbaum, el fundador de Ministerios Ariel.

## Términos relacionados
- Cristianos hebreos: un movimiento del siglo XIX de judíos conversos al cristianismo actuando semi-autónomamente dentro de las iglesias anglicanas establecidas y otras.[42] Aunque también se utiliza en algunos textos relativos a la iglesia primitiva,[43] y Arnold Fruchtenbaum aplica el término a los cristianos judíos diferenciándolo permanentemente del movimiento del judaísmo mesiánico.[44]
- Raíces hebreas: un movimiento religioso que abarca tanto el Antiguo como el Nuevo Testamento, pero sin la observancia del Talmud judío y muchas tradiciones judías no apoyadas por las Escrituras.
- Cristianos judíos: un término moderno que se encuentra con frecuencia en los textos que se ocupan de la sociología y la demografía.[45]
- Judaizantes: primeros cristianos que mantuvieron o adoptaron prácticas religiosas judías, de la época de los inicios del cristianismo, hasta aproximadamente el siglo V.[46]
- Cristianos de Judea: cristianos que habitaban en Judea y eran principalmente judíos.[47][48]